# Conducto onfalomesentérico

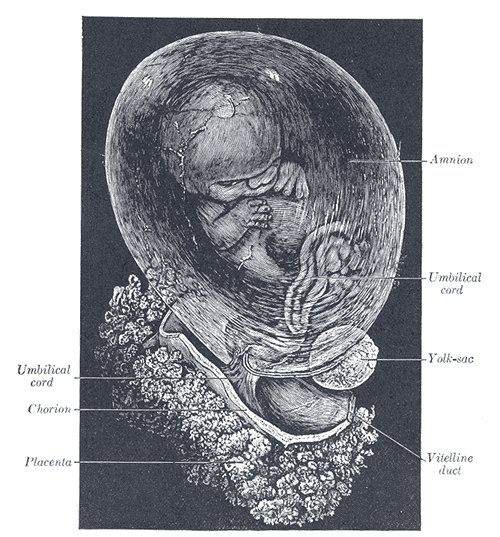
Feto de unas ocho semanas, rodeado por el saco amniótico. Se identifica el conducto onfalomesentérico (vitelline duct) en la zona inferior derecha.

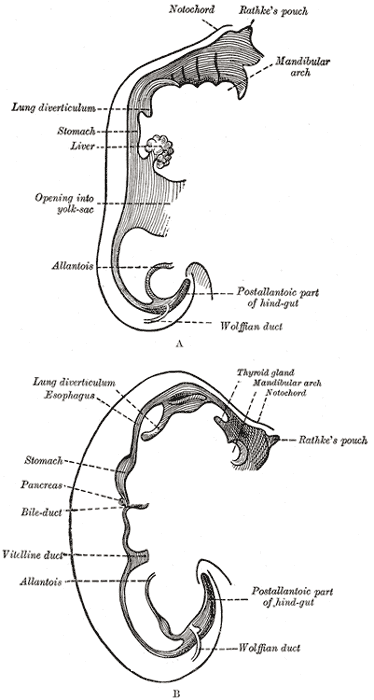
Figuras de dos estadios en el desarrollo del tubo digestivo humano visto de perfil. En la zona inferior se observa el conducto onfalomesentérico (vitelline duct).

El conducto onfalomesentérico o conducto vitelino es una estructura embrionaria consistente en un tubo largo y estrecho que comunica el saco vitelino con la luz del intestino medio Aparece al final de la cuarta semana, cuando el saco vitelino presenta una apariencia pequeña vesícula con forma de pera (la vesícula umbilical).

## Obliteración
Generalmente, el ducto se oblitera (estrecha y desaparece) durante la novena semana de edad gestacional, pero un fallo en el desarrollo puede provocar la persistencia de éste, provocando una fístula umbilical o vitelina. Esto provocaría la salida de meconio por el ombligo. Sobre un 2% de los fetos muestran algún tipo de fístula vitelina caracterizada por la persistencia de la parte proximal del conducto onfalomesentérico. Se muestra como una protrusión diverticulosa del divertículo de Meckel, zona del intestino delgado situada unos 60 cm sobre la válvula ileocecal. En ocasiones puede presentarse simplemente como un cordón fibroso llamado ligamento vitelino, entre dicho divertículo y el ombligo.

## Imágenes adicionales

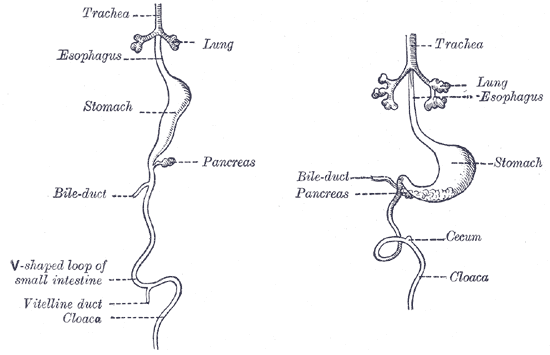
Vista frontal de dos estadios en el desarrollo del tubo digestivo.